# Sant Bernat d'Olot
Sant Bernat és una capella a la ciutat d'Olot protegida com a bé cultural d'interès local. L'edifici d'una sola nau, al carrer del seu titular: Sant Bernat, disposa d'una porta d'accés amb dues finestretes menudes als costats. Damunt ella hi ha un ull de bou i per sobre un petit cloquer d'espadanya amb campana. Les parets foren arrebossades i pintades; el teulat cobert amb teules.
Entre 1860 i 1880 es realitzà la urbanització del carrer Mulleres i de la sortida de l'Horta del Carme (avui P. A. Soler i adjacents); Olot viu encara moments bèl·lico-polítics. Com a conseqüència d'aquests fets l'església parroquial és convertida en caserna i el teatre és incendiat. A la vila i a la comarca es va generant un fort nucli industrial; això permetrà la construcció i el planejament de nombroses obres d'urbanització. Destaca el Passeig de Barcelona i la Plaça de Clarà així com nombroses capelles de dins i fora de la vila.